# Great Central Lake
Great Central Lake är en sjö i Kanada.   Den ligger i provinsen British Columbia, i den sydvästra delen av landet, 3 700 km väster om huvudstaden Ottawa. Great Central Lake ligger 85 meter över havet. Arean är 51 kvadratkilometer.
I omgivningarna runt Great Central Lake växer i huvudsak barrskog. Runt Great Central Lake är det mycket glesbefolkat, med 3 invånare per kvadratkilometer.